# Аоста
Ао́ста (итал. Aosta МФА: [a'ɔsta]о файле) или О́ст (фр. Aoste МФА: [ɔst]о файле, франкопров. Aoûta или Outa МФА: ['uta]о файле или Veulla МФА: [ˈvəla]о файле) — главный город автономной области Валле-д’Аоста в Италии, расположенный в Альпах (585 м над уровнем моря), в 110 км к северо-западу от Турина. Город стоит на левом берегу реки Дора-Бальтеа  в том месте, где в неё вливается горный поток Бютье́ (фр. Buthier). У Аосты пересекаются две дороги — к перевалам Малый и Большой Сен-Бернар. В 28 км к северо-западу от Аосты находится вход в Монбланский тоннель.

## Топоним
Во французском языке имя Аостской Долины пишется Aoste, а локально произносится как О́ст, хотя в стандартном французском произносится как Ао́ст.

## История

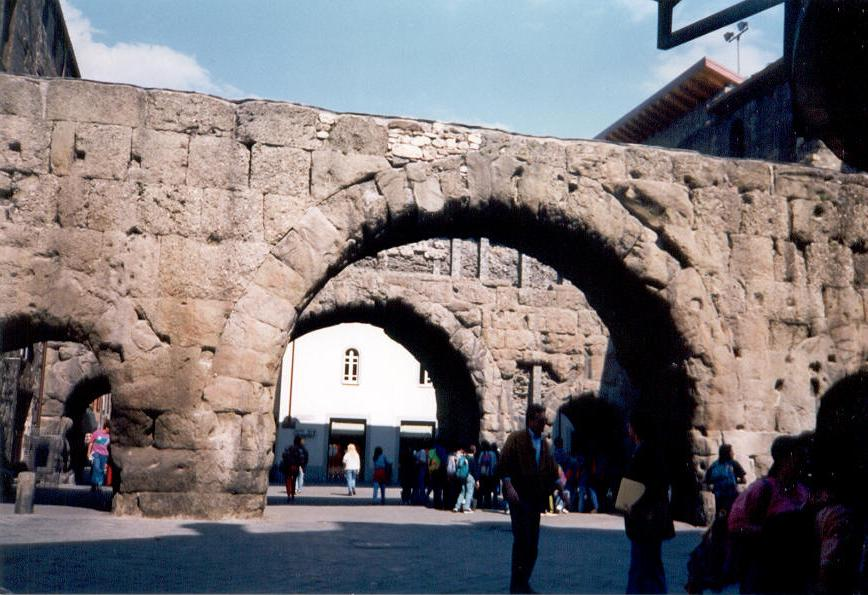
Преторианские ворота, I век

Аоста в древности была центром кельтско-лигурийского племени салассов, мешавшего свободному проникновению римлян в Галлию. Впервые римляне осознали угрозу со стороны альпийских племен в период Второй Пунической войны, когда галлы поддержали вторжение в Италию карфагенской армии Ганнибала (218 год до н. э.). Позже салассы подверглись нападению со стороны римлян в 143 году до н. э. при консуле Аппии Клавдии Пульхре, который надеялся добиться легкой победы и получить триумф. Потерпев поражение, он был вынужден обратиться к пророчествам Сивилловых книг и только тогда одержал победу.
С покорением Галлии в I веке до н. э. потребовался безопасный проход через Большой и Малый Сен-Бернар. Поэтому в 25 году до н. э. Август приказал Теренцию Варрону Мурене возглавить новую экспедицию против салассов, поскольку они продолжали мешать проходу римских легионов в Галлию и долину Верхнего Рейна. Мурена захватил город, продав в рабство около 44 тыс. салассов.
На месте лагеря Варрона Мурены три тысячи ветеранов основали город, названный ими в честь императора «Августа Претория Салассов» (лат. Augusta Prætoria Salassorum).
В долине Валле-д’Аоста римляне в 12 году до н. э. построили так называемую Галльскую дорогу (Publica или Strata), которая в 47 году н. э. была замощена камнем. В Средние века она стала знаменитой дорогой паломников — Via Francigena.
С падением Западной Римской империи город несколько раз переходил из рук в руки. В начале VI века город находился в составе Остготского королевства. Затем на город претендовали франки и лангобарды, в конце концов в 575 году уступившие его франкскому королю Гунтрамну.
В 888 году Аоста вошла в состав Итальянского королевства, а после его распада в X веке стала частью Бургундии и управлялась епископом. В 1032 году город перешел во владение Гумберта I Белорукого, родоначальника Савойского дома. Город и регион оставались в составе земель дома до объединения Италии в 1870 году (кроме периода французской оккупации в 1539—1563 и 1800—1814 годах).
Покровителем коммуны почитается святой Грат из Аосты, празднование 7 сентября.

## Известные уроженцы
См. также:Категория:Родившиеся в Аосте

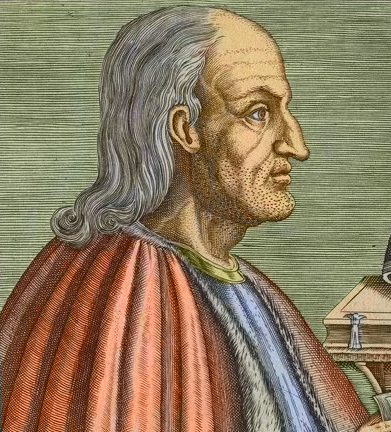
Изображение Ансельма Аостского

- Ансельм Аостский — католический богослов, средневековый философ, архиепископ Кентерберийский (с 1093 года).
- Ксавье де Местр — лейтенант в сардинской армии, писатель, автор повести «Прокажённый из города Аосты».

## Достопримечательности
Из остатков времен римского владычества примечательны:
- Арка Августа: хорошо сохранившиеся триумфальные ворота;
- Преторианские ворота: двойные восточные крепостные ворота с тремя проходами;
- Городские стены (ит.) и башни (ит.);
- Древнеримский театр в Аосте (ит.)
- Древнеримский амфитеатр в Аосте (ит.)
- Акведук Гранд-Арву

Из более современных зданий заслуживают внимания:
- Ратуша Отель-де-Виль (фр. Hôtel de Ville), в которой размещаются муниципальные органы власти, на площади Эмиля Шану
- Кафедральный собор Нотр-Дам (IV век, перестроен в XI века)
- Коллегиальная церковь Святого Урса с романско-готической церковью (XI в.), криптой и знаменитым клуатром, построенным в XV веке.